# Rosie Mac
Rosie Mac (* 12. Februar 1997 in Newcastle als Rosie Nelson) ist eine britische Schauspielerin, Sängerin und ein Model.

## Leben
Mac wurde in Newcastle als Tochter von Bev und Keith, einer Zigeunerfamilie, geboren. Sie wuchs mit einer Schwester in der Grafschaft Cornwall und in Spanien auf. Ihre Eltern leben heute in Marbella. Bereits als Teenagerin erhielt sie erste Tätigkeiten als Fotomodel. Außerdem war sie als Tänzerin tätig und gewann unter anderen die World Championship of Street Dance.
Ab 2015 war sie mit Ignacio Blanco liiert, den sie am Set von Game of Thrones kennenlernte. Im Frühjahr 2018 lernte sie den Songwriter Josh Breaks über Soziale Medien kennen und traf ihn aufgrund beruflicher Zusammenarbeit in Los Angeles. Am 14. April 2018 heirateten die beiden. Im Januar 2019 kam der gemeinsame Sohn zur Welt.

## Karriere
2013 wirkte die in Spanien lebende Mac in der Hauptrolle der Alice im Kurzfilm Alice. Under the Table mit. Die Dreharbeiten fanden in Torremolinos statt. Aufmerksamkeit erregte sie wenige Jahre danach, als sie auf Instagram einen Account erstellte, in diesem sie öffentlich bekannt gab, bis zur Hochzeit als Jungfrau leben zu wollen. Mehrere britische Medien berichteten darüber. Heute hat sie auf Instagram über 200.000 Follower.
2015 wirkte sie in der HBO-Fantasyserie Game of Thrones in insgesamt zehn Episoden als Körperdouble von Emilia Clarke in ihrer Rolle der Daenerys Targaryen mit. Sie war in allen Episoden der fünften Staffel zu sehen. 2016 übernahm sie die Hauptrolle der kleinen Meerjungfrau im Liebesfilmdrama Little Mermaid, der lose auf der literarischen Handlung von Hans Christian Andersen basiert. Der Film startete am 2. November 2016 in den USA in den Videoverleih. Der Film erschien später außerdem bei Streaminganbietern wie Prime Video oder Apple TV+ sowie auf Blu-ray Disc. Asokan Nirmalarajah beschrieb für seine Filmreview für Filmstarts ihre dortigen schauspielerischen Leistungen in ihrem „Debüt als Hauptdarstellerin tatsächlich so unbeholfen, wie man sich die kleine Meerjungfrau vorstellen mag“ und befindet, dass Unbeholfenheit die „einzige Emotion sei, die sich in ihrem kindlichen Gesicht ablesen lässt“. Als negativ sieht er außerdem ihren geringen Anteil an Dialogszenen.
Im selben Jahr nahm Mac an der britischen Castingshow The X Factor teil, 2020 wirkte sie im Casting-Format Little Mix The Search mit. Sie übernahm Modeltätigkeiten für die Bikini-Kollektion der Irin Virginia Macari und für das britische Lingerie-Label Dutch Courage. Sie ist Mitbegründerin und Eigentümerin der Mac Model & Casting Agency.

## Filmografie (Auswahl)
- 2013: Alice. Under the Table (Kurzfilm)
- 2015: Game of Thrones (Fernsehserie, 10 Episoden)
- 2016: Little Mermaid